# پیمکرولیموس
پیمکرولیموس (به انگلیسی: Pimecrolimus) یک داروی ایمنی مورد استفاده در درمان درماتیت آتوپیک (اگزما) است. این در دسترس است به عنوان یک کرم موضعی، که توسط نوارتیس تحت نام تجاری Elidel به بازار عرضه شده است (با این حال، گالدرما این ترکیب را در کانادا از اوایل سال ۲۰۰۷ ترویج کرده است).

## کاربرد
این ثابت شده است که در بیماری‌های پوستی التهابی مختلف، به عنوان مثال، درماتیت سبورئیک، لوپوس اریتماتوس پوستی، لیکن پلان دهانی، ویتیلیگو، و پسوریازیس مؤثر است.